# Germain Lemieux
Germain Lemieux (* 5. Januar 1914 in Cap-Chat/Québec; † 26. März 2008 in Saint-Jérôme/Québec) war ein kanadischer Priester, Ethnologe und Hochschullehrer.

## Leben
Lemieux trat im Alter von 21 Jahren in den Orden der Jesuiten ein und wurde 1947 zum Priester geweiht. Ab 1941 unterrichtete er Geschichte am Collège Sacré-Cœur in Sudbury. Am Scolasticat de l'Immaculée-Conception in Montreal erwarb er 1948 das Lizenziat für Theologie. Dem folgten ein Masterabschluss (1955) und Doktortitel (1961) in Kanadastudien an der Universität Laval. Er unterrichtete von 1957 bis 1959 Geschichte an der University of Sudbury und von 1961 bis 1965 an der Laurentian University und darauf bis 1968 Folklore an der Universität Laval.
Seine ethnologischen Feldforschungen begann Lemieux 1948. Ermutigt von seinem ehemaligen Lehrer Pater Lorenzo Cadieux, führte er Forschungen zum mündlichen Erbe in der französischsprachigen Umgebung der Stadt Sudbury im nördlichen Ontario durch, die er nach und nach ausweitete. Er trug dabei eine Sammlung von mehr als 3000 Tonträgern zusammen und veröffentlichte seine Forschungsergebnisse in teils von der Société historique du Nouvel-Ontario unterstützten Publikationen. 112 Lieder seiner Sammlungen erschienen in den zwei Bänden Chansonnier franco-ontarien I (1974) und Chansonnier franco-ontarien II (1975).
Während seines Studiums an der Universität Laval kam er 1953 mit dem Ethnologen Luc Lacourcière in Kontakt, der ihn anregte, seine Forschungen auch auf mündlich überlieferte französischsprachige Volksmärchen in Ontario auszudehnen. Diesem Thema widmete er seine Masterarbeit und seine Doktorarbeit Placide-Eustache. Sources et parallèles du conte-type 938 (1970). 
Zwischen 1973 und 1991 erschien in 33 Bänden Lemieux’ Hauptwerk Les vieux m’ont conté. Es gibt 646 Geschichten und Legenden wieder, die von ihm und einigen Mitarbeitern in Ontario und in geringerem Maße aus New Brunswick, Quebec und Manitoba gesammelt, kommentiert und mit analytischen Verzeichnissen, technischen Datenblättern und Lexika begleitet wurden, was insgesamt eine Arbeit mit einem Umfang von mehr als 10.000 Seiten darstellt.
Für seine Arbeit wurde Lemieux vielfach geehrt. Das Conseil de la vie francaise en Amérique verlieh ihm 1973 den Prix Champlain, und 1986 erhielt er die Médaille Marius-Barbeau. Die York University, die Universität Ottawa und die Laurentian University verliehen ihm Ehrendoktorwürden. 1984 wurde er Member des Order of Canada. 2008 starb er im Alter von 94 Jahren im Ordenshaus der Jesuiten in Saint-Jérôme.